# Interestatal H-2
La Interestatal H-2 (abreviada H-2) también conocida como "Veterans Memorial Freeway" es una autopista interestatal de trazado sur-norte ubicada en el estado de Hawái, localizada en su totalidad en la isla de Oahu. A pesar de su número esta autopista es de sentido sur–norte y la serie 'H' (para Hawái) refleja el orden en el cual la ruta fue completada y construida 
Su término sur está en un intercambio con la Interestatal H-1 en Pearl City, y su término norte está en la SR 99 en Wahiawa cerca de Schofield Barracks y Wheeler Army Airfield. La longitud de esta ruta es de 13,41 km (8.33 mi).

## Mantenimiento
Al igual que las carreteras estatales y las carreteras federales, la Interestatal H-2 es administrada y mantenida por el Departamento de Transporte de Hawái  por sus siglas en inglés HDOT.